# Eremospatha barendii
Espèce
Statut de conservation UICN

 CR  : 
En danger critique
Eremospatha barendii Sunderl. est une espèce du genre Eremospatha de la famille des Arecaceae.

## Description
Plante à fleur, appartenant au groupe des monocotylédones. C'est une espèce limitée dans un espace de 8 km. Son habitat est très compromis à cause de l'exploitation forestière, de l'agriculture sur brûlis. Cette espèce comprend juste 50 individus au total. Palmier robuste à rotin qui monte de 25 à 30 m dans les troués de la haute forêt, ce rotin est limité aux berges où il pousse sur le sable. Les deux sites où on le retrouve sont fortement menacés par la perte d'habitat due à l’exploitation forestière et à la conversion des terres agricoles.
Pour l'UICN, cette espèce est en danger critique d'extinction.

## Répartition
C'est une plante endémique du Cameroun, on la retrouve près du village de Lolodorf dans la région Sud du Cameroun. Et en 2012, un nouveau site fut découvert à environ 15 km du premier site, dans un Parc de végétation secondaire le long de la rivière Melange.